# 34586 Filipemonteiro
34586 Filipemonteiro è un asteroide della fascia principale. Scoperto nel 2000, presenta un'orbita caratterizzata da un semiasse maggiore pari a 2,993294 UA e da un'eccentricità di 0,049488, inclinata di 11,547672° rispetto all'eclittica. Ha un diametro di 5,526 km.